# João Gil
João Manuel Gil Lopes (Covilhã, 1954), mais conhecido por João Gil, nascido na Covilhã, é um guitarrista e compositor português e um dos fundadores de grupos como Trovante e Ala dos Namorados.

## Biografia
Nasceu na Covilhã, no dia 14 de Dezembro de 1954.  Tinha 14 anos quando mudou-se com a família para Lisboa, iniciou a sua carreira musical, juntamente com Artur Costa no grupo de música de intervenção Soviete do Areeiro, em 1975. Em 1976, com Luís Represas, João Nuno Represas e Manuel Faria, forma o Trovante, grupo que alcançou um êxito significativo.
Verifica-se a dissolução do Trovante em 1991. Em 1992, sempre com Artur Costa e com Alex Cortez dos Rádio Macau, funda os Moby Dick.
Em 1993, com João Monge, Manuel Paulo, José Moz Carrapa e Nuno Guerreiro, funda a Ala dos Namorados.
Participou no projecto Rio Grande com Rui Veloso, Vitorino, Tim e Jorge Palma em 1996.
Em 2001 realiza no Centro Cultural de Belém um espectáculo que serviu para comemorar 25 anos de carreira. É lançada a colectânea "Perdidamente", com alguns dos temas que gravou para outros.
Em 2002 forma os Cabeças no Ar com Rui Veloso, Jorge Palma e Tim, para cantar letras de Carlos Tê.
Abandona a Ala dos Namorados em 2006, já após ter formado a Filarmónica Gil com Rui Costa (Silence 4) e Nuno Norte, que tinha vencido da primeira época do concurso Ídolos, em 2003,.
Em 2008 lança o primeiro disco a solo, que contou com a participação de Dany Silva, Rui Veloso e António Zambujo. A produção foi de Rui Costa (Silence 4, Filarmónica Gil). João Monge assina quatro canções e há ainda colaborações com Sam The Kid ("Atalhos") e a sua irmã Margarida Gil ("Aquela gente").
Ana Sofia Varela dá voz ao projecto Fados de Amor e Pecado, de João Gil e João Monge.
Em 2010 juntou-se a João Pedro Pais e Rita Redshoes, como porta voz da Associação Fonográfica Portuguesa no combate à pirataria na Internet.
O projecto Baile Popular é formado por João Gil, Mário Delgado, Alexandre Frazão, Miguel Amado e Paulo Ribeiro e por elementos dos Adiafa (Zé Emídio, João Paulo e Luís Espinho). O álbum homónimo foi lançado no dia 21 de Junho de 2010 tendo como single a música "Rosa à Janela", composta por João Gil e Rui Veloso.
Grava um disco com Luís Represas em 2011. Em 2012 forma o Quinteto Lisboa. É lançada uma missa da sua autoria.

## Reconhecimento
Escreveu a canção Saudade, gravada pelos Trovante, é uma das 150 canções, que constam na antologia, As Palavras das Canções, organizada por João Calixto, editada com o apoio da Sociedade Portuguesa de Autores. 